# Церква Почаївської ікони Божої Матері
Храм Почаївської ікони Божої Матері — побудований та освячений у 2007 році на Соколовій горі у Житомирі, на лівому березі річки Кам'янка. Благочиння ПЦУ.
За переказами, саме на цьому місці був знищений храм під час набігів татаро-монголів.
У серпні 2015 року до храму пожертвували ікону Почаївської Божої Матері, підписану 1904 року настоятелем Почаївської лаври отцем Антонієм. 
Настоятель храму — отець Юрій.